# Reinbert de Leeuw
Reinbert de Leeuw, né le 8 septembre 1938 à Amsterdam aux Pays-Bas et mort le 14 février 2020 dans la même ville, est un chef d'orchestre, pianiste, compositeur et pédagogue néerlandais. Il est le fondateur et directeur du Schönberg Ensemble.

## Biographie
Reinbert de Leeuw a étudié la théorie musicale et le piano au conservatoire d’Amsterdam, et la composition avec Kees van Baaren au Koninklijk Conservatorium Den Haag, dans lequel il a ensuite enseigné. C’est un chef d’orchestre et pianiste réputé, particulièrement pour la musique contemporaine. Il est aussi le fondateur de la Dutch Charles Ives Society. À partir de 2004, il est professeur à l'université de Leyde (chaire de Création musicale des XIXe siècle, XXe et XXIe siècles).
En 1974, il a fondé le Schönberg Ensemble, qui se spécialise dans l’interprétation des œuvres de la Seconde école de Vienne. Pour les cordes de l’ensemble, il a notamment composé la pièce Etude  (1983-1985), son ultime composition – il n’a ensuite réalisé que des adaptations et des instrumentations.
Reinbert de Leeuw dirige régulièrement l’orchestre royal du Concertgebouw, le New Sinfonietta Amsterdam, le Residentie Orchestra de La Haye, des ensembles comme le Netherlands Chamber Choir, l’Asko Ensemble, le Netherlands Wind Ensemble ou les orchestres de la radio néerlandaise. Durant la saison 1995-96, il a été au centre de la série « Carte blanche » au Concertgebouw Amsterdam. Il est engagé dans l’organisation de la série « Contemporaries » dans le même lieu. Reinbert de Leeuw dirige également dans des ensembles internationaux. Il s’est engagé dans la production de divers opéras au Netherlands Opera d’Amsterdam ainsi qu’au Nationale Reisopera : Igor Stravinsky (The Rake's Progress ; en français : La Carrière d'un libertin), Louis Andriessen (Rosa, a Horse drama ; Writing to Vermeer), György Ligeti (Le Grand Macabre), Claude Vivier (Rêves d’un Marco Polo), Robert Zuidam (Rage d’Amours) et Benjamin Britten (The Turn of the Screw). En 2011, il réalise un vieux rêve en dirigeant les Gurre-Lieder de Schönberg.
De Leeuw a été en 1992 le directeur artistique invité du festival d'Aldeburgh et, de 1994 à 1998, le directeur artistique du festival de musique contemporaine de Tanglewood. Il a également été conseiller artistique pour la musique contemporaine à l'orchestre symphonique de Sydney.
Il est, comme chef d’orchestre ou pianiste, à la tête d’une importante discographie incluant des œuvres d’Erik Satie, Olivier Messiaen, Igor Stravinsky, Leoš Janáček, Sofia Gubaidulina, Galina Ustvolskaya, Arnold Schönberg, Anton Webern, Claude Vivier, Louis Andriessen et Steve Reich. Certains de ces enregistrements ont reçu des prix importants. En juin 2006, il publie avec le Schönberg Ensemble une rétrospective dans une boîte de 25 CD et DVD, retraçant trois décennies de concerts dont la plupart ont été dirigés par lui.

## Œuvre

### Pour orchestre
- 1965 : Interplay for Orchestra
- 1970 : Hymns and Chorals, pour ensemble à vents (2 hautbois, 3 clarinettes, 2 clarinettes basses, saxophone alto, saxophone ténor, 2 cors, 2 trompettes, 2 trombones), guitare électrique et orgue électronique
- 1973 : Abschied

### De musique de chambre
- 1963 : Quartetto per archi
- 1985 : Étude, pour quatuor à cordes

### Pour piano
- 1964 : Music for Piano I
- 1966 : Music for Piano II

### De musique vocale
- 1969 : Reconstructie, opéra
- 1977 : Axel, opéra en trois actes
- 2003 : Im wunderschönen Monat Mai - Dreimal sieben Lieder nach Schumann und Schubert

1. Im wunderschönen Monat Mai - texte : Dichterliebe de Heinrich Heine - musique : Robert Schumann
2. Gute Nacht - texte : Die Winterreise de Wilhelm Müller - musique : Franz Schubert
3. Die Rose, die Lilie, die Taube, die Sonne - texte : Dichterliebe de Heinrich Heine - musique: Robert Schumann
4. Im Dorfe - texte : Die Winterreise de Wilhelm Müller - musique : Franz Schubert
5. Gretchen am Spinnrade - texte : Johann Wolfgang von Goethe - musique : Franz Schubert
6. Lied der Mignon - texte: Johann Wolfgang von Goethe - musique : Franz Schubert
7. Meeres Stille - texte: Johann Wolfgang von Goethe - musique : Franz Schubert
8. Ich grolle nicht - texte : Dichterliebe de Heinrich Heine - musique : Robert Schumann
9. Letzte Hoffnung - texte : Die Winterreise de Wilhelm Müller - musique : Franz Schubert
10. Die Nebensonnen - texte : Die Winterreise de Wilhelm Müller - musique : Franz Schubert
11. Rastlose Liebe - texte : Die Winterreise de Wilhelm Müller - musique : Franz Schubert
12. Ich hab' im Traum geweinet - texte : Dichterliebe van Heinrich Heine - musique : Robert Schumann
13. Der Erlkönig - texte : Johann Wolfgang von Goethe - musique : Franz Schubert
14. Der Doppelgänger - texte : Heinrich Heine - musique : Franz Schubert
15. Der Leiermann - texte : Die Winterreise de Wilhelm Müller - musique : Franz Schubert
16. Kennst du das Land? - texte : Johann Wolfgang von Goethe - musique : Robert Schumann
17. Ein Jüngling liebt ein Mädchen - texte : Dichterliebe van Heinrich Heine - musique : Robert Schumann
18. Ständchen - texte : Ludwig Rellstab - musique : Franz Schubert
19. Heideröslein (Collage) - texte : Johann Wolfgang von Goethe - musique : Franz Schubert en Robert Schumann
20. Wehmut - texte : Joseph Freiherr von Eichendorff - musique : Robert Schumann
21. Die alten, bösen Lieder - texte : Dichterliebe de Heinrich Heine - musique : Robert Schumann

## Discographie
- 1980 : Piano Works: Gymnopédies & Gnossiennes, interprétation des pièces d'Erik Satie (Philips)

## Ouvrages
- Charles Ives, en collaboration avec J. Bernlef, 1969.
- Muzikale anarchie, réflexions sur la musique moderne, déjà publiées dans le journal De Gids, 1973

## Distinctions
- Chevalier de l'ordre du Lion néerlandais